# Chemin des Révoires

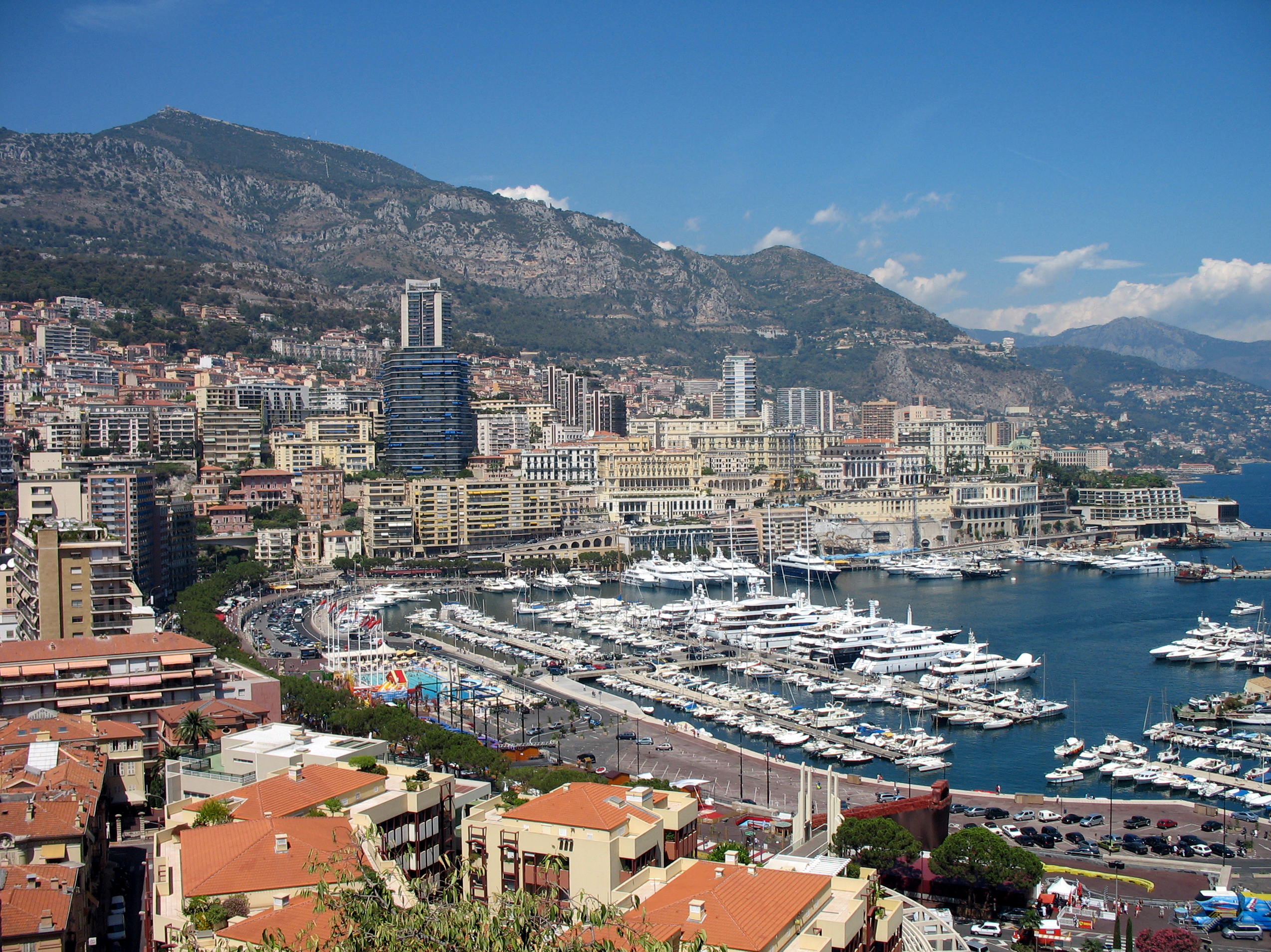
Pohled na Monako, v pozadí Mont Agel

Chemin des Révoires je pěší cesta v monacké čtvrti Les Révoires. Vede od botanické zahrady (Jardin Exotique) směrem ke kopci Tête de Chien (550 m n. m.), který již leží na území Francie.

## Nejvyšší bod Monaka
Na této cestě, v místě, kde se kříží se silnicí Route de la Moyenne Corniche, se nachází nejvyšší bod Monackého knížectví, s nadmořskou výškou 161 m. Nachází se na strmém svahu Mont Agel (1148 m n. m.) v Přímořských Alpách, zvedajících se nad hladinu Středozemního moře.